# Alue Ngom
Alue Ngom is een bestuurslaag in het regentschap Aceh Utara van de provincie Atjeh, Indonesië. Alue Ngom telt 309 inwoners (volkstelling 2010).